# Літочківська сільська рада
Літочківська сільська рада — орган місцевого самоврядування у Броварському районі Київської області з адміністративним центром у с. Літочки.

## Загальні відомості
Історична дата утворення: в 1934 році. Водоймища на території, підпорядкованій даній раді: р. Любич.
Загальна площа землі в адмінмежах Літочківської сільської ради — 3918,0 га.
Адреса 07410, Київська обл., Броварський р-н, с. Літочки, вул. Червоноармійська.

## Населені пункти
Сільській раді підпорядковані населені пункти:
- с. Літочки
- с. Соболівка
- х. Парня

## Склад ради
Рада складається з 14 депутатів та голови.

### Керівний склад ради
| ПІБ                   | Основні відомості                                                             | Дата обрання | Дата звільнення |
| --------------------- | ----------------------------------------------------------------------------- | ------------ | --------------- |
| Дасік Олег Васильович | Сільський голова, 1971 року народження, освіта, безпартійний                  | 26.03.2006   | 31.10.2010      |
| Дасік Олег Васильович | Сільський голова, 1971 року народження, освіта незакінчена вища, безпартійний | 31.10.2010   |                 |

Примітка: таблиця складена за даними джерела